# Marc Gerson
Marc Gerson (* 26. Oktober 1954 in Luxemburg) ist ein ehemaliger luxemburgischer und Schweizer Volleyball- und Beachvolleyballspieler sowie heutiger Trainer.

## Karriere
Marc Gerson war zunächst als Hochspringer vielfacher Landesmeister Luxemburgs. In den 1970er Jahren spielte er Hallenvolleyball und wurde auch hier mehrfacher luxemburgischer Meister. Zusätzlich wurde er luxemburgischer Rekord-Nationalspieler im Volleyball. Später wechselte er nach Frankreich und spielte u. a. beim Racing Club de France und bei Arago de Sète, wo er 1976 den französischen Pokal gewann. Seit 1978 war Gerson in Deutschland bei Bayer Leverkusen und dem VfB Friedrichshafen aktiv. Mit Leverkusen wurde er 1979 Deutscher Meister, mit Friedrichshafen gelang ihm 1984 als Spielertrainer der Aufstieg in die 1. Bundesliga. Von 1987 bis 1990 war er Trainer (bis 1989 Spielertrainer) beim Schweizer NLA-Verein TSV Jona. Gleichzeitig war er auch Cheftrainer der Schweizer Nationalmannschaft. Von 1990 bis 1996 trainierte er die Männer von MTV Näfels, mit denen er 1996 Swiss-Cup-Sieger wurde und in die NLA aufstieg. Parallel spielte Gerson auch Beachvolleyball und wurde an der Seite von Daniel Stauffer 1993 Schweizer Meister. Von 1998 bis 2005 war Gerson Trainer der Volleyball-Frauen von Zeiler Köniz, mit denen er fünfmal Schweizer Meister und dreimal Swiss-Cup-Sieger wurde sowie 2003 im Endspiel des europäischen Top Teams Cup stand. Außerdem betreute er das Schweizer Beachvolleyballerduo Heyer/Laciga. Von 2006 bis 2010 war Gerson Trainer bei den Männern von Swica Volley Münsingen, wo auch sein Sohn Mirco spielte. Parallel betreute er seitdem auch die Schweizer Beachvolleyball-Nationalteams Gabathuler/Gerson, Chevallier/Strasser und Kovatsch/Kissling. Seit 2013 war Gerson zusätzlich wieder Trainer in der Halle beim Schweizer Frauen-Erstligisten VBC Münsingen, bei dem auch seine Tochter Dunja spielte.

## Privates
Marc Gerson ist mit der ehemaligen Volleyball- und Beachvolleyballspielerin Cornelia Gerson verheiratet. Er ist Sportlehrer an der Gewerblich Industriellen Berufsschule Bern und wohnt in Belp. Seine Kinder Mirco und Dunja sind ebenfalls erfolgreich im Volleyball/Beachvolleyball aktiv. Sein Onkel Gérson de Oliveira Nunes gehörte zur brasilianischen Fußballmannschaft, die 1970 Weltmeister wurde.